# جون دوغلاس أرمور
جون دوغلاس أرمور هو محامي وقاضي كندي، ولد في 4 مايو 1830 في Otonabee–South Monaghan ‏ في كندا، وتوفي في 11 يوليو 1903 في لندن في المملكة المتحدة.